# Dabiživ Dobretinić Latinica
Dabiživ Dobretinić Latinica (en serbio: Дабижив Добретинић Латиница; fallecido antes del 30 de abril de 1431), fue un comerciante de Dubrovnik y un noble serbio.

## Biografía
Llegó de Ston a Dubrovnik alrededor de 1390 y comenzó un negocio comercial. A finales del siglo XIV se trasladó a Srebrenica, donde se dedicó al comercio intermediario, exportando plata e importando tejidos. Gracias a su riqueza, ingresó en la Orden Antonini de Dubrovnik, una corporación de los más ricos empresarios de origen noble. Desempeñó funciones administrativas y diplomáticas para el duque Hrvoje Vukčić Hrvatinić, señor de Srebrenica entre 1404 y 1410. Recibió del duque posesiones en Srebrnica y sus alrededores «in signum nobilitatis», para lo cual también poseía una carta. Estas posesiones le fueron confirmadas más tarde por el rey Segismundo de Luxemburgo y el déspota Đurađ Branković, en el momento en que poseían Srebrenica. Un inventario preciso de estos bienes fue realizado en 1438, cuando fueron divididos entre los tres hijos de Dabiziv. La finca constaba de dos casas en la ciudad, dos molinos y medio, un jardín debajo de Čaglje y un terreno en Crvena Rijeka en el que también había una casa. Participó en el trabajo de las comisiones judiciales en Srebrenica. Con su esposa Dobrula tuvo hijos Martol, Bartol, Dobruško y Vlahuša, quienes también vivieron y realizaron negocios en Srebrenica durante años. En su testamento, redactado el 18 de febrero de 1430, donó abundantes iglesias en la ciudad de Dubrovnik y sus alrededores, así como las iglesias de Santa María en Srebrenica y Santa Petka cerca de Belgrado, y legó a sus hijos la finalización de la iglesia de San Nicolás en Čaglje.